# Léonard Renoir portréja
A Léonard Renoir portréja Pierre-Auguste Renoir édesapját ábrázoló festménye.
Renoir 1869-ben, 28 éves korában festette meg 70 éves édesapja arcképét. Léonard Renoir limoges-i szabó volt. A festményhez felhasznált színkészlet jóval visszafogottabb, mint amely a művészt későbbi alkotásaira jellemzőː szinte csak feketét és fehéret, valamint a köztük lévő árnyalatokat használta, amelyeket az arcbőr rózsaszínjeivel ellensúlyozott. Renoir apja szigorúságát hangsúlyozza a képen. A festmény alkotásakor Renoir nehéz anyagi körülmények között élt, és rákényszerült arra, hogy szüleivel együtt lakjon.
A festmény 1917-ig az alkotó fia, Pierre Renoir tulajdonában volt, tőle Ambroise Vollard műkereskedő vásárolta meg. 1933-ben vette meg a festményt közösen egy francia és egy amerikai galéria, amelyektől ugyanebben az évben megvásárolta a Saint Louis Art Museum.